# The Way of War
Pour plus de détails, voir Fiche technique et Distribution.
The Way of War est un téléfilm américain réalisé par John R. Carter, diffusé en 2009.

## Synopsis
Le paramilitaire et soldat d'élite, David Wolfe se retrouve au cœur d'une affaire dépassant sa mission initiale qui était d’assassiner un terroriste. N'écoutant que sa volonté d'éviter le début d'une guerre, Wolfe rentre aux États-Unis afin de mettre au jour cette affaire. Seulement, il doit faire face à la riposte de ceux qui ont fomenté ce plan et qui veulent à tout prix le faire taire.

## Fiche technique
Sauf indication contraire, les informations mentionnées dans cette section peuvent être confirmées par la base de données cinématographiques IMDb,  présente dans la section « Liens externes ».
- Titre original : The Way of War
- Titre français : Way of War
- Réalisation : John R. Carter
- Scénario : Scott Schafer
- Photographie : Kevin Sarnoff
- Musique : James Melvin
- Société de production: First Look Studios (en)
- Pays d'origine :  États-Unis
- Langue originale : anglais
- Durée : 90 minutes
- Date de diffusion : 10 février 2009

## Distribution
- Cuba Gooding, Jr. (VF : David Krüger) : David Wolfe
- J. K. Simmons (VF : Philippe Catoire) : le sergent Mitchell
- Clarence Williams III (VF : Gérard Surugue) : Mac
- Vernel Bagneris (en) (VF : Marc Perez) : Samir
- Lance Reddick (VF : Frantz Confiac) : « The Black Man »
- John Terry (VF : Guy Chapellier) : le Secrétaire de la Défense
- Jaclyn DeSantis (en) (VF : Sylvie Jacob) : Sophia Wolfe
- J. Omar Castro : Sanchez
- Jayson Warner Smith (VF : Antoine Nouel) : Seven
- Sarah Ann Schultz : Eleven
- Mandy Locke (VF : Sylvie Jacob) : Denise, l'attaché de presse
- Bill "Howl-N-Madd" Perry (VF : Gérard Surugue) : le chanteur de blues
- Vince Canlas (VF : Pierre-François Pistorio) : l'homme asiatique
- Rob Bartenstein (VF : Pierre-François Pistorio) : un tueur à gages
- Mark Joy (VF : Pierre-François Pistorio) : le président

 Source et légende : version française (VF) sur RS Doublage